# 恋情デスペラード
『恋情デスペラード』（れんじょうデスペラード）は、アントンシクによる日本の漫画。『ゲッサン』（小学館）にて、2015年6月号から2018年5月号まで連載された。時代劇と西部劇をミックスした和洋折衷風味の独特の世界観を舞台にアクションとラブコメが繰り広げられる。

## 世界観
人物はちょんまげ、着物で暮らす江戸時代の日本人で描かれる一方、舞台はモニュメント・バレーが立ち並び砂塵が吹きすさぶ西部開拓時代の様式で描かれており、蒸気機関車が実用化されているばかりか宿場町の一部の大店には電気も引かれている。さらに砂漠に住む巨大な地鰐や鋼の糸を吐く土蜘蛛などの化物が跋扈するファンタジー世界でもある。紋子をはじめ登場人物は江戸言葉の日本語で会話しているが、いくつかの単語は英語であり、効果音などのオノマトペはすべて英語。（「VS」に「Duel」というフリガナがつけられたこともある）

## 登場人物
刃雷のお紋 / 紋子(じんらいのおもん / もんこ)
本作の主人公。稲妻型の前髪と縞の合羽に三度笠、長ドス一本腰にさし旅を続ける渡世人。刀で地鰐や土蜘蛛と渡り合う凄腕の持ち主であり、曲がったことの嫌いな一本気な性格。右腕を失っており、鐵手甲（ガントレット）と呼ばれる回転式拳銃を仕込んだ義手で生活している。過去の事件がもとで千両の賞金がかかっている。将軍家の家紋である「三つ葉葵」の入ったお守りを首から下げている。下着はさらしと六尺褌を着用。
旅の目的は「日本一の夫に出会うため」。とはいえイケメンにめっぽう弱いうえに男運が悪く、行く先々の宿場町で出会った訳ありの男たちに熱を上げてはトラブルに巻き込まれて町を去る、を繰り返す。
紋子は本質的には若い娘であるため、三度笠にはウサギのアップリケがつけられているが、合羽と笠は土蜘蛛の糸が織り込んであり、銃撃戦にさえ耐える防弾仕様になっている。
ディキシーのお猟
紋子を追う、元牛追い（カウガール）の賞金稼ぎ。口が悪く、紋子と会うとすぐ喧嘩になる。追跡の表向きの理由は賞金目当てだが、実は紋子の漢気に惚れた追っかけであり、喧嘩の原因も、自分よりもイケメンに夢中になる紋子が許せないためである。金坊という手下を連れている。
柴の凹松（しばのぽこまつ）
八化峠で兄の「多奴吉（たぬきち）」「奔太（ぽんた）」とともに街道を行く女性を化かしては「ちゅう」をしていた化狸。紋子に正体を知られて兄たちは逃げ出したが、凹松は彼女の漢気にあこがれて旅を共にし、世間知らずの紋子に対する解説役を務める。紋子からは「タヌ坊」と呼ばれ、宿場町では子供に姿を変えている。
レイン・文七
八州廻り（エイト･マーシャルとフリガナがふられる）の役人で、お尋ね者の紋子を付け狙う。ライフルを腰に二本刺しにしている。名前にちなんで、上空に向けて弾道軌道で発射したライフル弾や散弾を上から降らせて攻撃するなど、7手詰めで倒すことを信条とする。恋人の魂を宿した人面の鳥を連れている。
長ドスのおじさん
少女時代の紋子と出会い、彼女に初めて恋情（こいごころ）を抱かせた渡世人。回想のみに登場する。
エチゴヤ
作品に直接登場はしていないが、鉄道網の拡大に伴い多くの宿場町にマートの支店を開設する豪商。店舗の新規開設に当たっては地元のごろつきを利用するなど強引な手法も目立ち、紋子のトラブルの原因にかかわることも多い。
アーサー・トクガワJr.
ショーグン・ダグラスの弟で駿府･キャッスル城主。過去に紋子と因縁があり（紋子いわく「初恋の人の仇」）、彼女に顔を傷つけられたため常に鉄仮面を身に着けており、「鬼面王」と仇名されている。紋子の賞金首の罪状が「幕府に盾突きし大罪」なのはこのため。自分のほうが兄よりも優れているとの自負を持っており、兄と比較されることと傷ついた顔を恐れることを何よりも嫌い激昂する。紋子の腕を切り落としたのもアーサーであり、彼のもとには、三葉葵の彫物が刻まれた紋子の腕が保存されている。キャラクターの元ネタは駿河大納言忠長。

## 書籍情報
- アントンシク 『恋情デスペラード』小学館〈ゲッサン少年サンデーコミックススペシャル〉、全6巻
  1. 2015年11月17日初版第1刷発行（2015年11月12日発売[小 1]）、ISBN 978-4-09-126617-0
  2. 2016年6月15日初版第1刷発行（2016年6月10日発売[小 2]）、ISBN 978-4-09-127250-8
  3. 2016年11月16日初版第1刷発行（2016年11月11日発売[小 3]）、ISBN 978-4-09-127455-7
  4. 2017年5月17日初版第1刷発行（2017年5月12日発売[小 4]）、ISBN 978-4-09-127620-9
  5. 2017年12月17日初版第1刷発行（2015年12月12日発売[小 5]）、ISBN 978-4-09-128063-3
  6. 2018年6月17日初版第1刷発行（2018年6月12日発売[小 6]）、ISBN 978-4-09-128307-8

### 小学館公式サイト
以下の出典は『小学館コミック』内のページ。書誌情報の発売日の出典としている。
1. ↑  恋情デスペラード 1
2. ↑  恋情デスペラード 2
3. ↑  恋情デスペラード 3
4. ↑  恋情デスペラード 4
5. ↑  恋情デスペラード 5
6. ↑  恋情デスペラード 6